# Andrzej Maciejewicz Jundziłł
Andrzej Maciejewicz Jundziłł herbu Łabędź (zm. przed 14 lutego 1606 roku) – marszałek hospodarski (królewski) w 1594 roku, marszałek wołkowyski w 1586 roku.
Syn Macieja Janowicza Jundziłła i Benigny Raczkówny. Żonaty z Katarzyną Olędzką, miał synów: Adama i Jana.